# せら香遊ランド
せら香遊ランド（せらこうゆうらんど）は広島県世羅郡世羅町にあるレクレーション施設。

## 概要
大研修室・小研修室・休憩交流室・宿泊施設・テニスコート・オートキャンプ場・多目的グラウンド・香遊温泉・ふれあい広場・食堂といった施設を備えている。

## 自然
世羅高原にあり周りには多くの農園がある。
自然豊かな環境。

## 交通
- 山陽自動車道三原久井ＩＣから約40分
- 山陽自動車道尾道ICから約40分、
- 中国自動車道三次ＩＣから約50分
- JR三原駅から中国バス約40分甲山下車、タクシー15分